# Ivajlo Kirov
Ivajlo Kirov (in bulgaro Ивайло Киров?; Sofia, 16 febbraio 1947 – 26 febbraio 2010) è stato un cestista bulgaro.

## Carriera
Con la Bulgaria ha disputato i Giochi olimpici di Città del Messico 1968 e due edizioni dei Campionati europei (1971, 1973).